# Schiumarola

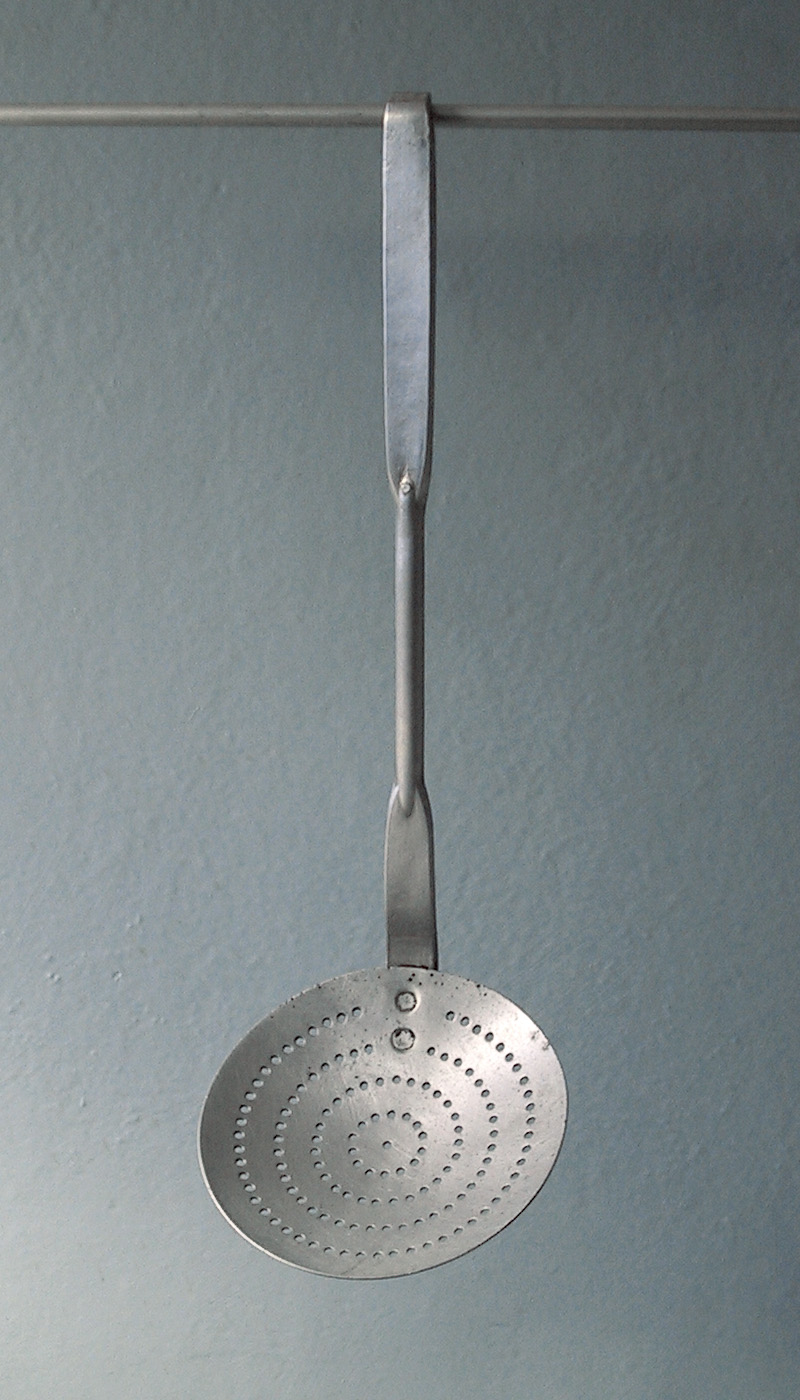
Una schiumarola di alluminio

La schiumarola (o mestolo forato, o mestola) è un utensile da cucina, che consiste in una sorta di ampio cucchiaio, solitamente in metallo, legno o anche plastica, che serve per togliere i residui proteici dalla superficie di salse, brodi, zuppe e così via, oppure per togliere dall'acqua bollente o dall'olio di frittura gli alimenti già cotti. Il cucchiaio è fornito di una serie di fori che consentono di scolare i liquidi, un po' come accade con la rete metallica di un colino. L'attrezzo ha inoltre manico molto lungo. La lunghezza del manico consente di non scottarsi le mani anche se si immerge il cucchiaio in liquidi estremamente caldi.
Le schiumarole per frittura (dette anche ragni da cucina) sono realizzate in filo di ferro stagnato o acciaio inox che costruisce una pala di raccolta molto traforata per sgocciolare completamente l'olio, quelle usate per feste o sagre possono avere anche grandi dimensioni fino a 30 cm di diametro della pala.

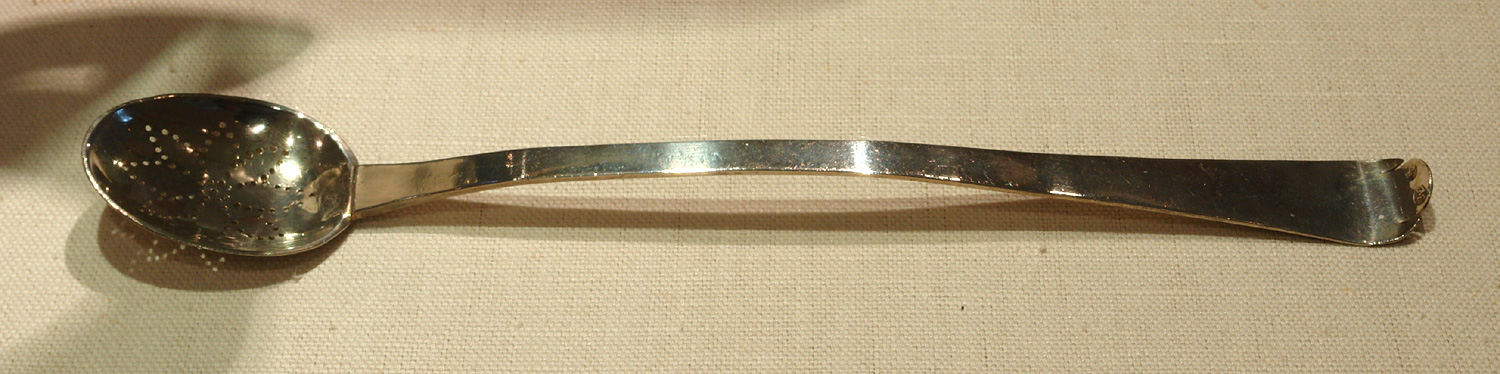
Una schiumarola del 1696 nel Museo del Duomo di Brema

Questo attrezzo di cucina esiste fin dal VI secolo.

## Ami shakushi

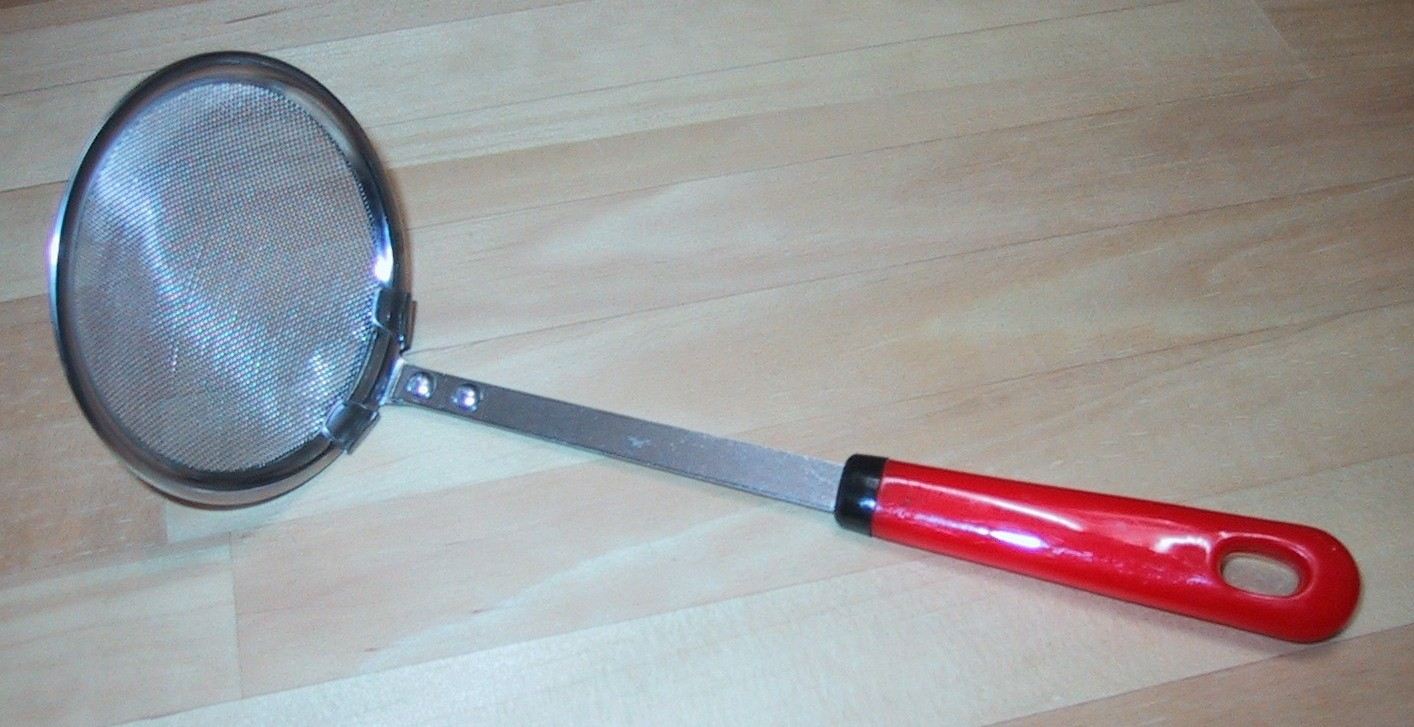
Ami shakushi

L'ami jakushi o ami shakushi (網杓子?) è una schiumarola usata nella cucina giapponese. La schiumarola è formata da una sottile rete metallica e si usa per togliere piccoli pezzi di cibo o di schiuma indesiderati da un liquido. Ad esempio, nella frittura profonda, l'ami jakushi si usa per togliere piccole gocce di pastella durante la frittura del tempura. Un altro esempio sarebbe la rimozione della schiuma dalla zuppa di miso per raggiungere un'estetica più gradevole.